# NGC 5554
NGC 5554 = NGC 5564 ist eine 14,4 mag helle Spiralgalaxie vom Hubble-Typ S im Sternbild Jungfrau. Sie ist rund 337 Millionen Lichtjahre von der Milchstraße entfernt.
Sie wurde erstmals am 8. Mai 1865 von Albert Marth entdeckt (als NGC 5554). Lewis A. Swifts Beobachtung vom 14. Juni 1884, bei der er „sf of 2; a * midway between them“ notiere, führte unter NGC 5564 zum zweiten Eintrag im Katalog.